# Langhornbienen

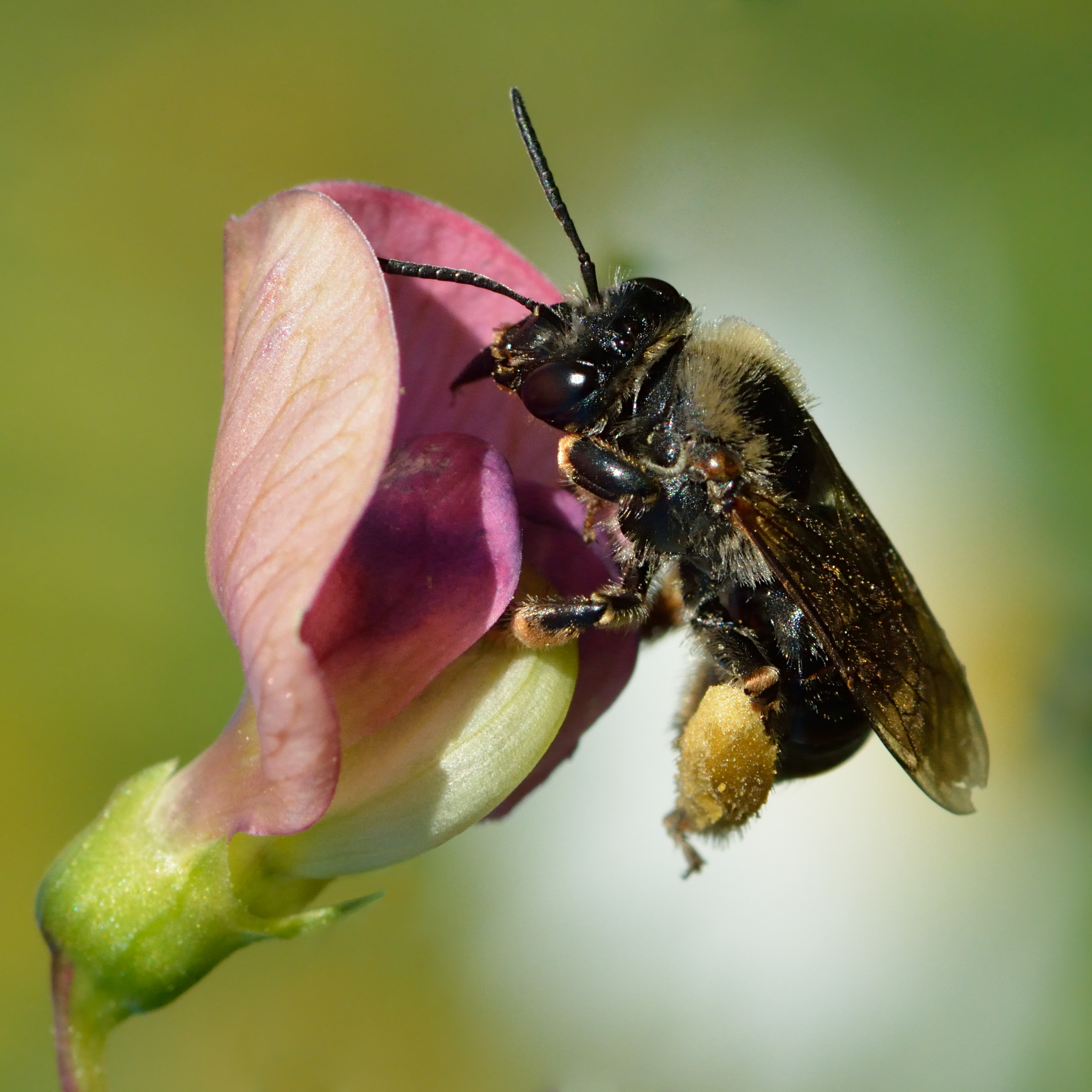
Weibchen der Langhornbiene Eucera longicornis an einer wilden Platterbse

Die Langhornbienen (englisch longhorn bees) sind eine Gruppe von Bienen aus der Familie der Apidae, die Tribus Eucerini. Zu ihnen gehört in Mitteleuropa vor allem die Gattung Eucera. In der deutschsprachigen Literatur werden insbesondere die Bienen der Gattungen Tetralonia, Tetraloniella und Synhalonia zu den Langhornbienen gezählt, die teilweise bzw. inzwischen als Untergattungen von Eucera taxiert werden.

## Merkmale
Auffällig und namensgebend sind bei den Männchen die ungewöhnlich langen Fühler, außerdem haben sie meistens ein gelbes Kopfschild. Die Weibchen haben einen breiten Hinterleib mit hellen Haarbinden. Die Schienenbürste, die zum Pollensammeln dient, hat kräftige helle Behaarung. Die Langhornbienen sind den Pelzbienen im Aussehen ähnlich.

## Lebensweise
Langhornbienen haben nur eine Generation im Jahr, die Männchen schlüpfen meist zwei bis drei Wochen früher als die Weibchen, sind also proterandrisch. Sie halten sich teilweise bei den Nistplätzen auf und haben manchmal typische Flugbahnen entlang ihrer Nektarquellen (z. B. bei E. nigrescens). Die Weibchen vieler Arten sind polylektisch, d. h. sie sammeln Pollen von Pflanzen verschiedener Familien. Sie leben solitär und nisten in der Erde vor allem an wenig bewachsenen Stellen. Manchmal kommen die Nester in Kolonien vor. Die Männchen übernachten, teilweise gesellig, auf Blüten oder klammern sich an Pflanzen an. Auch bei ungünstiger Witterung sind sie so zu finden. Kuckucksbienen, die an einheimischen Langhornbienen parasitieren, sind Nomada sexfasciata und N. nobilis, sowie die Filzbiene Triepeolus tristis und die Kegelbiene Coelioxys polycentris.
In Nord- und Südamerika sind viele Arten von Langhornbienen bedeutende Bestäuber von Kürbisgewächsen. Im Mittleren Osten und im Mittelmeergebiet sind sie wichtige Bestäuber in Gebieten, in denen Hummeln praktisch fehlen.

## Vorkommen, Artenvielfalt
Die Tribus Eucerini enthält ca. 780 Arten und ist in nahezu allen Teilen der Welt, außer in Australien, verbreitet. Besonders viele Arten sind in der westlichen Hemisphäre zu finden. Die größte Gattung ist Eucera mit ca. 390 Arten. Viele Eucera-Arten sind in den Steppengebieten Europas und Asiens verbreitet.

## Systematik
Die Tribus Eucerini enthält folgende Gattungen (ungefähre Artenzahlen in Klammern):
- Agapanthinus (1)
- Allosciretica  (37)
- Canephorula (1)
- Eucera (390)
- Eucerinoda (1)
- Florilegus (11)
- Gaesischia (35)
- Gaesochira (1)
- Hamatothrix (1)
- Lophothygater (1)
- Martinapis (3)
- Melissodes (127)
- Melissotila (60)
- Micronychapis (1)
- Mirnapis (1)
- Pachysvastra (1)
- Platysvastra (1)
- Protohalonia (3)[7]
- Santiago (2)
- Simanthedon (1)
- Svastra (21)
- Svastrides (4)
- Svastrina (1)
- Thygater (25)
- Trichocrapis (6)

Nach der neueren Untersuchung von Dorchin et al. (2018) werden die früheren Gattungen Tetralonia, Peponapis, Xenoglossa, Cemolobus, und Syntrichalonia als Untergattungen zu Eucera gestellt. Tetraoniella ist ein Synonym von Tetralonia. Die frühere Gattung Cubitalia ist ein Synonym von Eucera.
Die Gattung Eucera wird in acht Untergattungen eingeteilt: Tetralonia (ca. 100 Arten), Xenoglossa (ca. 40 Arten), Xenoglossodes, Cemolobus (1), Xenoglossa (8), Peponapis (15), Syntrichalonia (2), Synhalonia (100), Eucera s. str. (130). Synhalonia sollte eventuell als eigene Gattung betrachtet werden.
Am nächsten verwandt mit der Großgattung Eucera, sind die Gattungen Simanthedon und Protohalonia, von denen die letztere erst kürzlich neu beschrieben wurde und mit nur drei Arten in den südwestlichen USA vorkommt.
Die Langhornbienen sind in der Nearktischen Region im späten Oligozän entstanden und zwei Mal in die Alte Welt eingewandert.